# Ekonomie strany nabídky
Ekonomie strany nabídky je ekonomická škola makroekonomie, která argumentuje ekonomickým růstem a používá nabídku (lidi, kteří produkují zboží a služby), která vyrovnává daň z příjmu a tržní růst. Ostře kontrastuje s klasickou keynesiánskou ekonomikou jako ekonomii strany poptávky.
Ekonomie strany nabídky se snaží redukovat hospodářskou politiku na liberální či neoliberální cíl. Jde o to, maximálně podporovat ty, kteří vytváří hospodářské bohatství. Toho všeho lze dosáhnout jedině realizací jedné elementární liberální myšlenky, že k tomu, aby se hospodářství vrátila prosperita a stabilita, je třeba vrátit tržnímu hospodářství všechna jeho práva.
Ekonomie strany nabídky představuje negaci dvou základních poselství keynesiánské filosofie:
- stát musí zasahovat, aby napravoval ekonomické nedostatky trhu a zajistil tak poskytování základních sociálních služeb a spravedlivější přerozdělování důchodu
- stát musí zajišťovat plné využívání zdrojů s akcentem na plnou zaměstnanost prostřednictvím makroekonomické rozpočtové a peněžně úvěrové regulace cyklických výkyvů hospodářství

## Zaměření
Lafferovská ekonomie strany nabídky se zaměřila zejména na analýzu negativních dopadů vysoké míry zdanění. Sehrála též velkou roli v pokusech dostat do souladu snižování daní s požadavkem omezení rozpočtových deficitů bez nutnosti radikální restrikce výdajů. Klíčem k dosažení tohoto stavu, který se do té doby jevil většině ekonomů jako absurdní, se alespoň po jistou dobu stala koncepce Lafferovy křivky.
Základní myšlenkou ekonomie strany nabídky je hypotéza, že nabídka výrobních faktorů je podstatně pružnější, než předpokládala keynesiánská ekonomie, která ji buď zcela opomíjela anebo ji považovala za zanedbatelnou. Změna sazeb daní vyvolá v chování jednotlivce změny různého druhu.
Změnou první je důchodový efekt, který vyjadřuje, že jedinec v zájmu udržení si životní úrovně vynakládá při zvýšení sazeb daní zvýšené pracovní úsilí a naopak. Druhou změnou je efekt substituce, vyjadřující ochotu smířit se s nižšími příjmy při větším množství volného času. Klíčovým bodem je tvrzení, že změny mezních sazeb daní vyvolávají změny poměrných cen práce a úspor, čímž vyvolávají i změny v jejich nabídce.

### Změny mezních sazeb daní
Změny mezních sazeb daní tedy mohou vyvolávat různé pohyby.
- změny ve volbě mezi prací a volným časem
- změny ve volbě mezi zvyšováním běžné spotřeby a úsporami a na ně vázanými investicemi
- změny poměru mezi zdaňovanou a nezdanitelnou činností

## Lafferova křivka
Lafferova křivka vycházející z nuly a končící ve stu ilustruje logický závěr, že kdyby byly sazby daní nulové, byly by i příjmy státu nulové. Růstem sazeb daní by rostly i příjmy státu z daní, ale současně by narušovaly podněty k práci, úsporám a investicím. Z toho plyne, že od určitého bodu (Lafferův bod) se příjmy v důsledku rychlejšího úbytku zdaňovaného základu zmenšují. Ze spojitosti funkce vyplývá, že vždy existují dvě různě vysoké sazby daně, nižší a vyšší, umožňující stejné příjmy státu, protože je každá spjatá s jiným daňovým základem. Je zcela logické, že by se tedy zdanění mělo pohybovat v levé části grafu, kdy jsou spokojeny obě strany, to je stát i ostatní ekonomické subjekty.